# If You Were with Me Now
»If You Were with Me Now« je pop–R&B pesem, ki sta jo napisala britanska tekstopisca Mike Stock in Pete Waterman, avstralske pevke Kylie Minogue, ameriški R&B pevec Keith Washington za četrti glasbeni album Let's Get to It (1991). Pesem sta producirala Mike Stock in Pete Waterman. Kot singl je pesem izšla jeseni leta 1991; radijsko občinstvo ji je dodelilo predvsem pozitivne ocene. Pesem je zasedla četrto mesto na britanski, eno od prvih desetih mest na južnoafriški in irski ter eno od prvih tridesetih na avstralski glasbeni lestvici. Pesem je prva uspešnica Kylie Minogue, pri pisanju katere je sodelovala tudi sama. Ker je Kylie Minogue svoje vokale posnela v Londonu, Keith Washington pa v Združenih državah Amerike, se pevca nista spoznala vse do snemanja videospota. Ker v videospotu noben prizor ne vključuje obeh pevcev, sta po vsej verjetnosti tudi videospot posnela na različnih lokacijah.

## Seznam verzij

### CD s singlom
Po svetu
1. »If You Were with Me Now« – 3:10
2. »If You Were with Me Now« (razširjena verzija) – 5:11
3. »I Guess I Like It like That« – 6:00

Avstralija
1. »If You Were with Me Now« – 3:10
2. »I Guess I Like It Like That« (remix) – 3:42
3. »I Guess I Like It Like That« – 6:00

### Novozelandska kaseta s singlom
1. »If You Were with Me Now« – 3:10
2. »I Guess I Like It Like That« – 3:42

### Gramofonska plošča s singlom
Velika Britanija
1. »If You Were with Me Now« (razširjena verzija) – 5:11
2. »I Guess I Like It Like That« – 6:00

Avstralska gramofonska plošča s singlom
1. »I Guess I Like It Like That« – 6:00
2. »I Guess I Like It Like That« (remix) – 3:30
3. »If You Were with Me Now« – 3:10

Avstralska gramofonska plošča s singlom je na A-strani vključevala tudi pesem »I Guess I Like It Like That«. Pesem je še več let ostajala klubska uspešnica. Ker pa je pesem »I Guess I Like It Like That« izšla le kot dodatek k singlu »If You Were with Me Now«, se ni uvrstila na avstralsko glasbeno lestvico.

## Nastopi v živo
Kylie Minogue je s pesmijo »If You Were with Me Now« nastopila na naslednjih koncertnih turnejah:
- Let's Get to It Tour

## Dosežki
| Lestvica (1991)                            | Dosežek |
| ------------------------------------------ | ------- |
| Avstralija (ARIA)                          | 23      |
| Evropa (Eurochart Hot 100)                 | 18      |
| Nemčija (Media Control Charts)             | 61      |
| Irska (IRMA)                               | 7       |
| Slovenija                                  | 3       |
| Južna Afrika (South African Singles Chart) | 10      |
| Združeno kraljestvo (UK Singles Chart)     | 4       |